# هوي رايت
هوي رايت (بالإنجليزية: Howie Wright)‏ (22 فبراير 1947 بلويفيل في الولايات المتحدة - ) هو لاعب كرة سلة أمريكي في مركز مدافع مسدد الهدف.

## وصلات خارجية
- هوي رايت على موقع سبورتس رفرنس (الإنجليزية)
- هوي رايت على موقع ريلجم (الإنجليزية)
- هوي رايت على موقع بروبوليرز (الإنجليزية)